# Weimarer Ausgabe (Goethe)

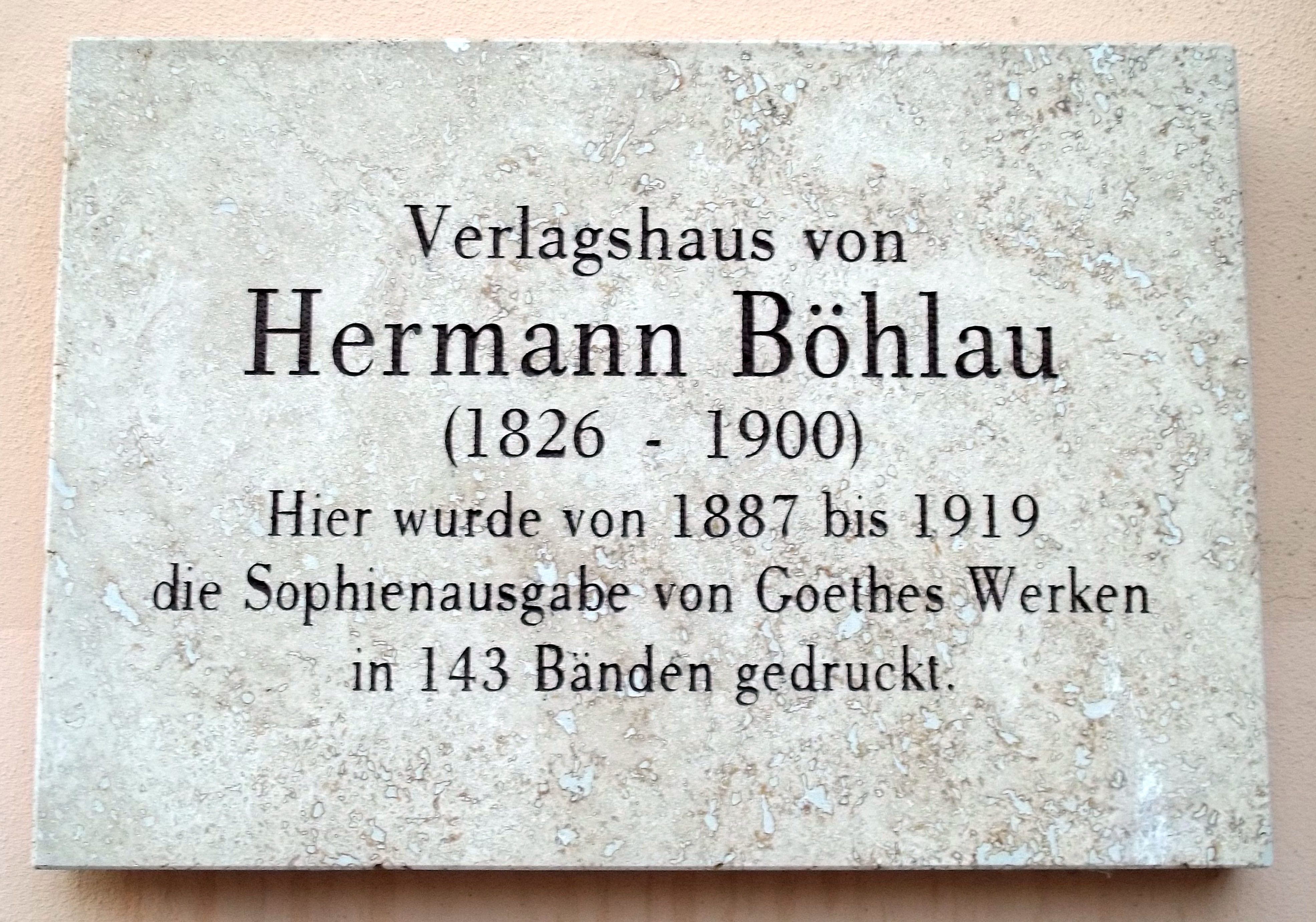
Erinnerungstafel an Hermann Böhlau und seinen Verlag am heutigen Stadtarchiv Weimar, dem einstigen Verlagshaus (Kleine Teichgasse 6)

Die Weimarer Ausgabe, die nach der Großherzogin Sophie von Sachsen-Weimar-Eisenach als Sophienausgabe bezeichnet wird, war lange Zeit die einzige Ausgabe des Gesamtwerkes von Johann Wolfgang von Goethe. 

## Geschichte
Die Großherzogin hatte von Goethes Enkel Walther Wolfgang von Goethe den handschriftlichen Nachlass des Dichters und dessen Korrespondenz geerbt und mit dem Bau des Goethe- und Schiller-Archivs zugleich eine Forschungsstätte errichtet. Das Projekt wurde als nationale Aufgabe angesehen. Die Sophienausgabe wurde durch namhafte Philologen betreut. Darunter zählten u. a. Hans Gerhard Gräf, der zugleich die Redaktion des Projektes innehatte, Max Hecker und Julius Wahle. Die Ausgabe, die von 1887 bis 1919 in vier Abteilungen erschien, umfasst dichterische Werke (63 Bände) naturwissenschaftliche Werke wie insbesondere solche zur Optik (14 Bände), Tagebücher (16 Bände) und Briefe (50 Bände). Gedruckt wurde  sie bei Hermann Böhlau in Weimar. Am Stadtarchiv  Weimar erinnert eine Tafel daran.
Eine neue Ausgabe der wichtigsten Werke Goethes ist die Hamburger Ausgabe in 14 Bänden. Erich Trunz gab diese heraus. Trunz fügte in seiner 1981 erschienenen Neuausgabe umfangreiche Kommentare hinzu. Die Münchner Ausgabe in 20 Bänden ist eine vollständige Ausgabe von Goethes Werken. Herausgeber  der 1986 bis 1999 erschienenen Ausgabe ist Karl Richter (Literaturwissenschaftler). Diese Ausgabe erschien im Carl Hanser Verlag.

## Bände
- I. Abteilung (55 Bde. in 63 Tln.): Werke im engern Sinne
  - Bd. 01: Gedichte. 1. Theil. Lieder. Gesellige Lieder. Balladen. Elegien I. Elegien II. Episteln. Epigramme. Weissagungen des Bakis. Vier Jahreszeiten
  - Bd. 02: Gedichte. 2. Theil. Sonette. Cantaten. Vermischte Gedichte. Aus Wilhelm Meister. Antiker Form sich nähernd. An Personen. Kunst. Parabolisch. Gott, Gemüth und Welt. Sprichwörtlich. Epigrammatisch
  - Bd. 03: Gedichte. 3. Theil. Lyrisches. Loge. Gott und Welt. Kunst. Epigrammatisch. Parabolisch. Aus fremden Sprachen. Zahme Xenien
  - Bd. 04: Gedichte. 4. Theil. Inschriften, Denk- und Sendeblätter. Rhein und Main. Aus dem Nachlaß. Vermischte Gedichte. Antker Form sich nähernd. Kunstgedichte und Gedichte zu Bildern. Parabolisch und Epigrammatisch. An Personen. Loge. Übersetzungen und Nachbildungen. Jugendgedichte in fremden Sprachen. Goethe zugeschriebne Gedichte zweifelhaften Ursprungs
  - Bd. 05,1: Gedichte. 5. Theil. 1. Abtheilung. Aus dem Nachlaß. Vermischte Gedichte. An Personen. Zahme Xenien. Invectiven. Xenien
  - Bd. 05,2: Lesarten. Nachträge. Alphabetisches Verzeichnis der Gedichtanfänge
  - Bd. 06: West-östlicher Divan
  - Bd. 07: Noten und Abhandlungen zu besserem Verständniß des West-östlichen Divans
  - Bd. 08: Götz von Berlichingen. Egmont
  - Bd. 09: Die Laune der Verliebten. Die Mitschuldigen. Die Geschwister. Die Wette. Romeo und Julia. Mahomet. Tancred
  - Bd. 10: Iphigenie auf Tauris. Nausikaa. Torquato Tasso. Die natürliche Tochter
  - Bd. 11: Elpenor. Clavigo. Stella. Claudine von Villa Bella. Erwin und Elmire. Die Befreiung des Prometheus. Bruchstücke. Aus fremden Sprachen. Dramatische Bruchstücke
  - Bd. 12: Jery und Bätely. Lila. Die Fischerin. Scherz, List und Rache. Der Zauberflöte zweiter Theil. Die ungleichen Hausgenossen. Gesänge aus der Oper: Die vereitelten Ränke. Opern-Fragmente
  - Bd. 13,1: Paläophron und Neoterpe. Vorspiel. Was wir bringen. Prolog. Finale zu Johann von Paris. Zu Wallensteins Lager. Nachspiel zu Ifflands Hagestolzen. Theaterreden. Götz von Berlichingen.
  - Bd. 13,2: Der Schutzgeist. Lesarten zu Band 13. Die Bestohlenen
  - Bd. 14: Faust 1. Theil
  - Bd. 15,1: Faust 2. Theil
  - Bd. 15,2: Drucke. Handschriften. Lesarten. Paralipomena und Schemata
  - Bd. 16: Neueröffnetes moralisch-politisches Puppenspiel. Ein Fastnachtsspiel. Satyros oder der vergötterte Waldteufel. Prolog zu den neusten Offenbarungen Gottes. Parabeln. Legende. Hans Sachsens poetische Sendung. Auf Miedings Tod. Künstlers Erdewallen. Künstlers Apotheose. Epilog zu Schillers Glocke. Die Geheimnisse. Maskenzüge. Im Namen der Bürgerschaft von Karlsbad. Des Epimenides Erwachen. Requiem dem frohsten Manne des Jahrhunderts. Schillers Todtenfeyer. Cantate zum Reformations-Jubiläum
  - Bd. 17: Der Triumph der Empfindsamkeit. Die Vögel. Der Groß-Cophta. Der Bürgergeneral
  - Bd. 18: Die Aufgeregten. Das Mädchen von Oberkirch. Unterhaltungen deutscher Ausgewanderten. Die guten Weiber. Novelle. Der Hausball. Reise der Söhne Megaprazons
  - Bd. 19: Die Leiden des jungen Werther. Briefe aus der Schweiz
  - Bd. 20: Die Wahlverwandtschaften
  - Bd. 21: Wilhelm Meisters Lehrjahre Buch 1–3
  - Bd. 22: Wilhelm Meister Lehrjahre Buch 4–6
  - Bd. 23: Wilhelm Meister Lehrjahre Buch 7,8
  - Bd. 24: Wilhelm Meisters Wanderjahre oder die Entsagenden. Theil 1
  - Bd. 25,1: Wilhelm Meisters Wanderjahre oder die Entsagenden. Theil 2
  - Bd. 25,2: Lesarten zu Band 24 und 25. Paralipomena. Nachträge
  - Bd. 26: Dichtung und Wahrheit 1. Theil
  - Bd. 27: Dichtung und Wahrheit 2. Theil
  - Bd. 28: Dichtung und Wahrheit 3. Theil
  - Bd. 29: Dichtung und Wahrheit 4. Theil
  - Bd. 30: Italiänische Reise I
  - Bd. 31: Italiänische Reise II
  - Bd. 32: Italiänische Reise III. Stundenmaß der Italiäner. Volksgesang
  - Bd. 33: Campagne in Frankreich 1792. Belagerung von Mainz
  - Bd. 34,1: Sanct Rochus-Fest zu Bingen. Im Rheingau Herbsttage. Kunst und Alterthum am Rhein und Main. Aus einer Reise in die Schweiz
  - Bd. 34,2: Lesarten zu Band 34,1. Vorbereitung zur zweiten Reise nach Italien 1795. 1796
  - Bd. 35: Tag- und Jahreshefte als Ergänzung meiner sonstigen Bekenntnisse, von 1749 bis 1806
  - Bd. 36: Tag- und Jahreshefte als Ergänzung meiner sonstigen Bekenntnisse, von 1807 bis 1822
  - Bd. 37: Knabengedichte. Höllenfahrt Jesu Christi. Annette. Belsazar. Der Lügner (Corneille). Der Tugendspiegel. An Händel. Judenpredigt. Romanbriefe. Die Gesänge von Selma (Ossian). Ephemerides. Cäsar. Positiones juris. Zum Shakespeares Tag. Von deutscher Baukunst. Brief des Pastors. Zwo biblische Fragen. Frankfurter gelehrte Anzeigen. Parabeln. Hohes Lied. Aus Goethes Brieftasche. Physiognomische Fragmente. Bürgers Homer
  - Bd. 38: Concerto dramatico. Götter, Helden und Wieland. Anekdote zu Werthers Leiden. Hanswursts Hochzeit. Der ewige Jude. Künstlers Vergötterung. Erwin und Elmire (Erste Fassung). Claudine von Villa Bella (Erste Fassung)
  - Bd. 39: Geschichte Gottfriedens von Berlichingen. Mahomet. Prometheus. Faust (Jugendfragment). Iphigenie auf Tauris (Erste Prosa)
  - Bd. 40: Theater und Schauspielkunst. Literatur. Beiträge zur Jenaischen Allgemeinen Literaturzeitung und Älteres 1787–1807
  - Bd. 41,1: Literatur. Beiträge zum Morgenblatt für gebildete Stände 1807–1816. Über Kunst und Alterthum. Mittheilungen im ersten bis dritten Bande. 1816–1822
  - Bd. 41,2: Literatur. Über Kunst und Alterthum. Mittheilungen im vierten bis sechsten Bande 1823–1832
  - Bd. 42,1: Literatur. Beiträge zu Zeitschriften 1820–1830. Ankündigungen, Geleitworte 1813–1830
  - Bd. 42,2: Literatur. Aus dem Nachlaß. Maximen und Reflexionen über Literatur und Ethik. Maximen und Reflexionen über Kunst, Natur und Wissenschaft. Vorarbeiten und Bruchstücke
  - Bd. 43: Benvenuto Cellini 1. Theil
  - Bd. 44: Benvenuto Cellini 2. Theil
  - Bd. 45: Rameau’s Neffe
  - Bd. 46: Winckelmann. Philipp Hackert
  - Bd. 47: Schriften zur Kunst 1788–1800. Einleitung in die Propyläen. Über bildende Kunst im Allgemeinen und Baukunst im Besondern. Über Laokoon. Der Sammler und die Seinigen. Ältere Gemählde. Venedig 1790. Ferneres über Mahlerei. Über Wahrheit und Wahrscheinlichkeit der Kunstwerke. Frauenrollen auf dem römischen Theater durch Männer gespielt
  - Bd. 48: Schriften zur Kunst 1800–1816. Kunstausstellungen und Preisaufgaben. Polygnots Gemählde. Kleinere Beiträge zur Jenaischen Allgemeinen Litteraturzeitung. Verschiedene Aufsätze (Denkmale. Der Tänzerin Grab. Zwei Deutsche Alterthümer. Altdeutsche Gemählde in Leipzig. Ruysdael als Dichter. Tischbeins Zeichnungen des Ammazzaments der Schweine in Rom. Sappho von einem herrschenden Vorurtheil befreit). Maximen und Reflexionen über Kunst
  - Bd. 49,1: Schriften zur Kunst 1816–1832 I. Über Kunst und Alterthum in den Rhein- und Maingegenden. Philostrats Gemählde. Antik und Modern. Pompeji, Herculanum und Stabiä. Antike Mahlerei. Abendmahl von Leonard da Vinci. Triumphzug von Mantegna. Neuere Mahlerei und graphische Künste.
  - Bd. 49,2: Schriften zur Kunst 1816–1832 II. Bildhauerei. Münzen, Medaillen, geschnittene Steine. Kunstgewerbe. Baukunst. Paralipomena
  - Bd. 50: Reineke Fuchs. Hermann und Dorothea. Achilleis. Pandora
  - Bd. 51: Wilhelm Meister theatralische Sendung Buch 1–3
  - Bd. 52: Wilhelm Meister theatralische Sendung Buch 4–6
  - Bd. 53 Nachträge. Die Mitschuldigen. Falstaff. Chöre aus Racin’s Athalie. Feradeddin und Kolaila. Die theatralischen Abentheuer. Circe. Ansprachen. Zeugnisse amtlicher Thätigkeit. Testamente
  - Bd. 54: Register A–L
  - Bd. 55: Register M–Z. Register über Goethes Schriften. Inhaltsverzeichniß der Ersten Abtheilung. Berichtigungen
- II. Abteilung (13 Bde. in 14 Tln.): Naturwissenschaftliche Schriften
  - Bd. 01: Zur Farbenlehre didaktischer Theil
  - Bd. 02: Zur Farbenlehre polemischer Theil
  - Bd. 03: Zur Farbenlehre historischer Theil, 1
  - Bd. 04: Zur Farbenlehre historischer Theil, 2
  - Bd. 05,1: Chromatik
  - Bd. 05,2: Paralipomena zu Band 1–5. Register zu Band 1–5
  - Bd. 06: Zur Morphologie 1. Theil
  - Bd. 07: Zur Morphologie 2. Theil
  - Bd. 08: Zur Morphologie 3. Theil
  - Bd. 09: Zur Naturwissenschaft überhaupt, Mineralogie und Geologie 1. Theil
  - Bd. 10: Zur Naturwissenschaft überhaupt, Mineralogie und Geologie 2. Theil
  - Bd. 11: Zur Naturwissenschaft, allgemeine Naturlehre 1. Theil
  - Bd. 12: Zur Naturwissenschaft, allgemeine Naturlehre 2. Theil. Namen- und Sachregister zu Band 6–12
  - Bd. 13: Nachträge zu Band 6 bis 12
- III. Abteilung (15 Bde. in 16 Tln.): Tagebücher
  - Bd. 01: 1775–1787
  - Bd. 02: 1790–1800
  - Bd. 03: 1801–1808
  - Bd. 04: 1809–1812
  - Bd. 05: 1813–1816
  - Bd. 06: 1817–1818
  - Bd. 07: 1819–1820
  - Bd. 08: 1821–1822
  - Bd. 09: 1823–1824
  - Bd. 10: 1825–1826
  - Bd. 11: 1827–1828
  - Bd. 12: 1829–1830
  - Bd. 13: 1831–1832
  - Bd. 14: Register A–L
  - Bd. 15,1: Register M–S
  - Bd. 15,2: Register T–Z. Goethes Schriften. Nachträge und Berichtigungen
- IV. Abteilung (50 Bde.): Briefe
  - Bd. 01: Frankfurt, Leipzig, Straßburg, 1764–1771
  - Bd. 02: Frankfurt, Wetzlar, Schweiz, 1771–1775
  - Bd. 03: Weimar, 1775–1778
  - Bd. 04: Weimar, Schweiz, Weimar, 1. Januar 1779 – 7. November 1780
  - Bd. 05: Weimar, 7. November 1780 – 30. Juni 1782
  - Bd. 06: Weimar, 1. Juli 1782 – 31. December 1784
  - Bd. 07: Weimar, 1. Januar 1785 – 24. Juli 1786
  - Bd. 08: Italiänische Reise, August 1786 – Juni 1788
  - Bd. 09: Weimar, Oberitalien, Schlesien, Weimar, 18. Juni 1788 – 8. August 1792
  - Bd. 10: 9. August 1792 – 31. December 1795
  - Bd. 11: 1796
  - Bd. 12: 1797
  - Bd. 13: 1798
  - Bd. 14: 1799
  - Bd. 15: 1800, 1801
  - Bd. 16: 1802, 1803
  - Bd. 17: Anfang 1804 – 9. Mai 1805
  - Bd. 18: Undatiertes und Nachträge, Register zu Band 9–18
  - Bd. 19: Mai 1805 – Ende 1807
  - Bd. 20: Januar 1808 – Juni 1809
  - Bd. 21: Juli 1809 – December 1810
  - Bd. 22: 22: Januar 1811 – April 1812
  - Bd. 23: Mai 1812 – August 1813
  - Bd. 24: September 1813 – 24. Juli 1814
  - Bd. 25: 28. Juli 1814 – 21. Mai 1815
  - Bd. 26: 24. Mai 1815 – 30. April 1816
  - Bd. 27: Mai 1816 – Februar 1817
  - Bd. 28: März – December 1817
  - Bd. 29: Januar – October 1818
  - Bd. 30: Undatiertes und Nachträge, Register zu Band 19–30
  - Bd. 31: November 1818 – 25. August 1819
  - Bd. 32: 30. August 1819 – 22. April 1820
  - Bd. 33: 25. April – 31. October 1820
  - Bd. 34: November 1820 – Juni 1821
  - Bd. 35: Juli 1821 – März 1822
  - Bd. 36: April 1822 – März 1823
  - Bd. 37: April – December 1823
  - Bd. 38: Januar – October 1824
  - Bd. 39: November 1824 – Juli 1825
  - Bd. 40: August 1825 – März 1826
  - Bd. 41: April – December 1826
  - Bd. 42: Januar – Juli 1827
  - Bd. 43: August 1827 – Februar 1828
  - Bd. 44: October 1828 – Juni 1829
  - Bd. 45: Juli 1829 – März 1830
  - Bd. 46: März – September 1828
  - Bd. 47: April – October 1830
  - Bd. 48: November 1830 – Juni 1831
  - Bd. 49: Juli 1831 – März 1832
  - Bd. 50: Nachträge und Undatirtes. Register zu Band 31–50